# Saint-Pastous
Saint-Pastous település Franciaországban, Hautes-Pyrénées megyében. Lakosainak száma 149 fő (2022. január 1.). Saint-Pastous Geu, Ayros-Arbouix, Berbérust-Lias, Boô-Silhen, Gazost és Vier-Bordes községekkel határos.

## Népesség
A település népessége az elmúlt években az alábbi módon változott:
| Lakosok száma | 129  | 132  | 136  | 135  | 138  | 142  | 143  | 149  | 149  |
|               | 2013 | 2015 | 2016 | 2017 | 2018 | 2019 | 2020 | 2021 | 2022 |